# Савез војвођанских Мађара
Савез војвођанских Мађара (мађ. Vajdasági Magyar Szövetség; скраћено СВМ или VMSZ) регионалистичка је политичка странка у Србији која представља мађарску мањину.

## Историја

### Оснивање и почетак
Странку су 1994. у Сенти основали Ференц Чубела, Јожеф Каса и бивши чланови Демократске заједнице војвођанских Мађара као група грађана која је 1995. регистрована као политичка странка. Учествовали су на парламентарним изборима 1997. на којима су освојили 1,23% гласова и 4 мандата у Народној скупштини. Почетком 2000. била је један од оснивача Демократске опозиције Србије (ДОС) која је касније исте године свргнула председника Слободана Милошевића. На парламентарним изборима 2000. учествовали су у коалицији ДОС и странка је освојила 6 мандата у Скупштини.

### Период после Милошевића и промена руководства
Почетком 2000-их почела је да промовише идеју о формирању Мађарске регионалне самоуправе у северном делу Војводине. На парламентарним изборима 2003. није прешла изборни цензус са 4,23% гласова. Године 2007. учествовала је самостално и освојила 1,3% гласова и 3 мандата у Скупштини. Учествовала је и на покрајинским изборима у Војводини 2004. и освојила 8,50% гласова у једнокружном систему гласања, а била је део владајуће коалиције у Покрајинској влади Војводине. На локалним изборима 2004. странка је освојила највећи број мандата у општина Суботица, Сента, Бачка Топола, Мали Иђош, Кањижа (где су Реформисти Војводине освојили исти број мандата) и Чока.Странка је 2008. изабрала Иштвана Пастора за свог новог председника, док је Јожеф Каса остао као почасни председник до 2010. године, када му је одузето чланство. Године 2008. учествовала је на покрајинским изборима у Војводини, локалним изборима и парламентарним изборима, а била је део Мађарске коалиције која је на покрајинским изборима освојила 7% гласова на покрајинским и 1,81% и 4 мандата на парламентарним изборима, док је у Кањижи освојила 50,91%, Сенти 31,87%, Бачкој Тополи 46,25%, Малом Иђошу 37,18% и Бечеју 29,63%. Од увођења вишепартијског система у Србији, градоначелник Суботице је често био из Савеза војвођанских Мађара. То се променило након локалних избора 2008. године, када је Демократска странка освојила највећи број гласова у овом граду.

### Модерни период
Године 2012. учествовали је на парламентарним, локалним, покрајинским и председничким изборима. На парламентарним изборима освојила је 1,75% гласова и 5 мандата у Народној скупштини, у Новом Саду једно место док је у Суботици освојила 22,52% гласова, на покрајинским 5,83% гласова и 7 мандата, а на председничким изборима Пастор је освојио 1,62% гласова у првом кругу док је у другом кругу подржао Бориса Тадића. Од парламентарних избора 2014. подржавају владајућу коалицију око СНС-а. Године 2014. освојила је 2,1% гласова и 6 мандата у Скупштини, 2016. освојила је 1,5% гласова и изгубила два мандата, а затим 2020. 2,23% гласова и добила још 5 мандата.
Занимљиво је да је за странку на парламентарним изборима 2020. године гласало и 1.265 бирача из Врања, конкретно из места Доњи Нерадовац. Балинт Пастор је то прокоментарисао тиме да су бирачи одатле вероватно хтели да гласају за Српску десницу на локалним изборима, пошто је она на локалу носила број 4, па да су грешком заокружили број 4 и на листу за парламентарне изборе, где је био Савез војвођанских Мађара. Тиме је СВМ био трећа странка по освојеним гласовима у Врању. Ово је изазвало и сумње о куповини гласова, али закључно са 27. јуном 2020. ништа званично није доказано.

## Идеологија и позиција
Осим што подржава интересе мађарске мањине, Савез војвођанских Мађара одржава и конзервативну идеологију, а подржава и регионализам. Њена спољна политика се сматра прозападном и подржава приступање Србије Европској унији и НАТО-у. До 2010. важила је за социјалдемократску странку, када је своју подршку пребацила на Српску напредну странку и Фидес. Њен дугогодишњи политички ривал и противник међу мађарском заједницом у Србији је Демократска заједница војвођанских Мађара.
Налази се на десном центру на политичком спектру. Такође је придружени члан Европске народне странке.

## Председници Савеза војвођанских Мађара
| Бр. | Председник    | Председник    | Рођење—Смрт | Почетак функције  | Завршетак функције |
| --- | ------------- | ------------- | ----------- | ----------------- | ------------------ |
| 1.  | Ференц Чубела |               | 1937–1995   | 18. јун 1994.     | 18. јун 1995.      |
| 2.  | Јожеф Каса    |               | 1945–2016   | 18. јун 1995.     | 5. мај 2007.       |
| 3.  | Иштван Пастор |               | 1956–2023   | 5. мај 2007.      | 30. октобар 2023.  |
| –   | Балинт Пастор |               | 1979–       | 31. октобар 2023. | 2. март 2024.      |
| 4.  | Балинт Пастор | 2. март 2024. | 1979–       | Тренутно          |                    |

## Резултати на изборима

### Парламентарни избори
| Година | Гласови   | % од важећих | Мандати | Промена | Напомене | Статус          |
| ------ | --------- | ------------ | ------- | ------- | -------- | --------------- |
| 1997.  | 50.960    | 1,23%        | 4 / 250 | 4       |          | опозиција       |
| 2000.  | 2.402.387 | 64,09%       | 6 / 250 | 2       | ДОС      | влада           |
| 2003.  | 161.765   | 4,23%        | 0 / 250 | 6       | ЗЗТ      | без мандата     |
| 2007.  | 52.510    | 1,30%        | 3 / 250 | 3       |          | опозиција       |
| 2008.  | 74.874    | 1,81%        | 4 / 250 | 1       | МК       | владина подршка |
| 2012.  | 68.323    | 1,75%        | 5 / 250 | 1       |          | опозиција       |
| 2014.  | 75.294    | 2,10%        | 6 / 250 | 1       |          | владина подршка |
| 2016.  | 56,620    | 1.50%        | 4 / 250 | 2       |          | владина подршка |
| 2020.  | 71.893    | 2,23%        | 9 / 250 | 5       |          | владина подршка |
| 2022.  | 58.196    | 1,59%        | 6 / 250 | 3       |          | владина подршка |
| 2023.  | 1.783.701 | 48,07%       | 6 / 250 | 0       |          | владина подршка |

### Председнички избори
| Година | #  | Кандидат         | 1. круг — гласови | %       | 2. круг — гласови | % | Напомене           |
| ------ | -- | ---------------- | ----------------- | ------- | ----------------- | - | ------------------ |
| 2008.  | 6. | Иштван Пастор    | 93.039            | 2,30%   | —                 | — | Мађарска коалиција |
| 2012.  | 9. | Иштван Пастор    | 63.420            | 1,70%   | —                 | — |                    |
| 2017.  | 1. | Александар Вучић | 2.012.788         | 56,01%  | —                 | — | подршка            |
| 2022.  | 1. | Александар Вучић | 2.224.914         | 60,01%% | —                 | — | подршка            |

### Скупштина АП Војводине
| Година | Гласови | % од важећих | Мандати  | Промена | Напомене | Статус          |
| ------ | ------- | ------------ | -------- | ------- | -------- | --------------- |
| 1996.  |         | (3)          | 13 / 120 | 13      |          | владина подршка |
| 2000.  |         | (2)          | 14 / 120 | 1       |          | владина подршка |
| 2004.  | 54.380  | 8,50% (4)    | 11 / 120 | 3       |          | владина подршка |
| 2008.  | 77.390  | (3)          | 9 / 120  | 2       |          | владина подршка |
| 2012.  |         | 6,30% (5)    | 7 / 120  | 2       |          | владина подршка |
| 2016.  | 47.034  | 4,88% (7)    | 6 / 120  | 1       |          | владина подршка |
| 2020.  | 75,218  | 9.29% (3)    | 11 / 120 | 5       |          | владина подршка |
| 2023.  | 63,721  | 6.68% (3)    | 9 / 120  | 2       |          | владина подршка |

## Функције
Главне функције чланова Савеза војвођанских Мађара:
| Посланик Фидеса у Европском парламенту | Године     |
| -------------------------------------- | ---------- |
| Андор Дели                             | 2014—2024. |
| Анамарија Вичек                        | 2024—данас |

| Потпредседник Владе Србије | Године     |
| -------------------------- | ---------- |
| Јожеф Каса                 | 2001—2004. |

| Потпредседник Скупштине Србије | Године     |
| ------------------------------ | ---------- |
| Иштван Ишпанович               | 1997—1999. |
| Елвира Ковач                   | 2020—данас |

| Председник Скупштине АП Војводине | Године     |
| --------------------------------- | ---------- |
| Шандор Егереши                    | 2008—2012. |
| Иштван Пастор                     | 2012—2023. |
| Балинт Јухас                      | 2024—данас |